# Calcio per sordi
Il calcio per sordi (in lingua inglese deaf soccer) è una disciplina paralimpica, ovvero disciplina sportiva per sordi.

## Regole
Le regole sono simili a quelle previste negli statuti della FIFA. Ci sono alcune differenze come l'uso delle bandiere colorate al posto del fischietto (per gli arbitri) ed il divieto per i giocatori di usare protesi acustiche o l'impianto cocleare nei campi durante le partite.

## Albo d'oro
- 2014: ?
- 2015: ?
- 2016: ?
- 2017: ?
- 2018: ?

## Campionato italiano

### Squadre partecipanti 2019/2020
- Gruppo Sportivo Sordi Torino
- ASD Ciociaria Frosinone
- Società Sportiva Silenziosa Siena
- ASD DeafSPQR
- ASD Polisportiva Versiliesi
- ASD Peloritana Sordi Barcellona
- ASD Fenice Sordi Palermo
- ASD GSS Partinico
- ASD Pegaso Palermo
- ASD Real Sordi Palermo
- ASD VIS Aquila Palermo
- ASD Polisportiva Silenziosa Cagliari
- ASD PSA Pescara
- ASD GS Teate Chieti
- ASD SGA Bolzano
- ASD GS Sordi Potenza
- ASD SordApicena
- ASD Real E Non Solo
- ASD  Unione Sportiva Bergamo